# Bruno Caboclo
Bruno Correa Fernandes Caboclo (Osasco, São Paulo, 21 de septiembre de 1995) es un jugador de baloncesto brasileño que pertenece a la plantilla del Hapoel Tel Aviv B.C. de la Ligat ha'Al israelí. Con 2,06 metros de altura, juega en la posición de alero.

## Trayectoria

### Primeros años
Caboclo nació en Osasco y se crio en Barueri y Pirapora do Bom Jesus en el Estado de São Paulo. A los 13 años, comenzó a jugar baloncesto para Grêmio Recreativo Barueri, un club social que invita a los niños de las escuelas públicas locales a jugar deportes.
En enero de 2013, se vinculó con el entrenador Rafael Franco en la Score Academy en Raleigh, Carolina del Norte. En su primer partido contra la universidad Vincennes, Caboclo falló un triple efectivo de tres puntos. El entrenador Franco dijo a Coboclo, que él tenía que ser agresivo y tenía que rebotar, y la anotación volvería, y fue suspendido temporalmente a intentar triples.

### Profesional

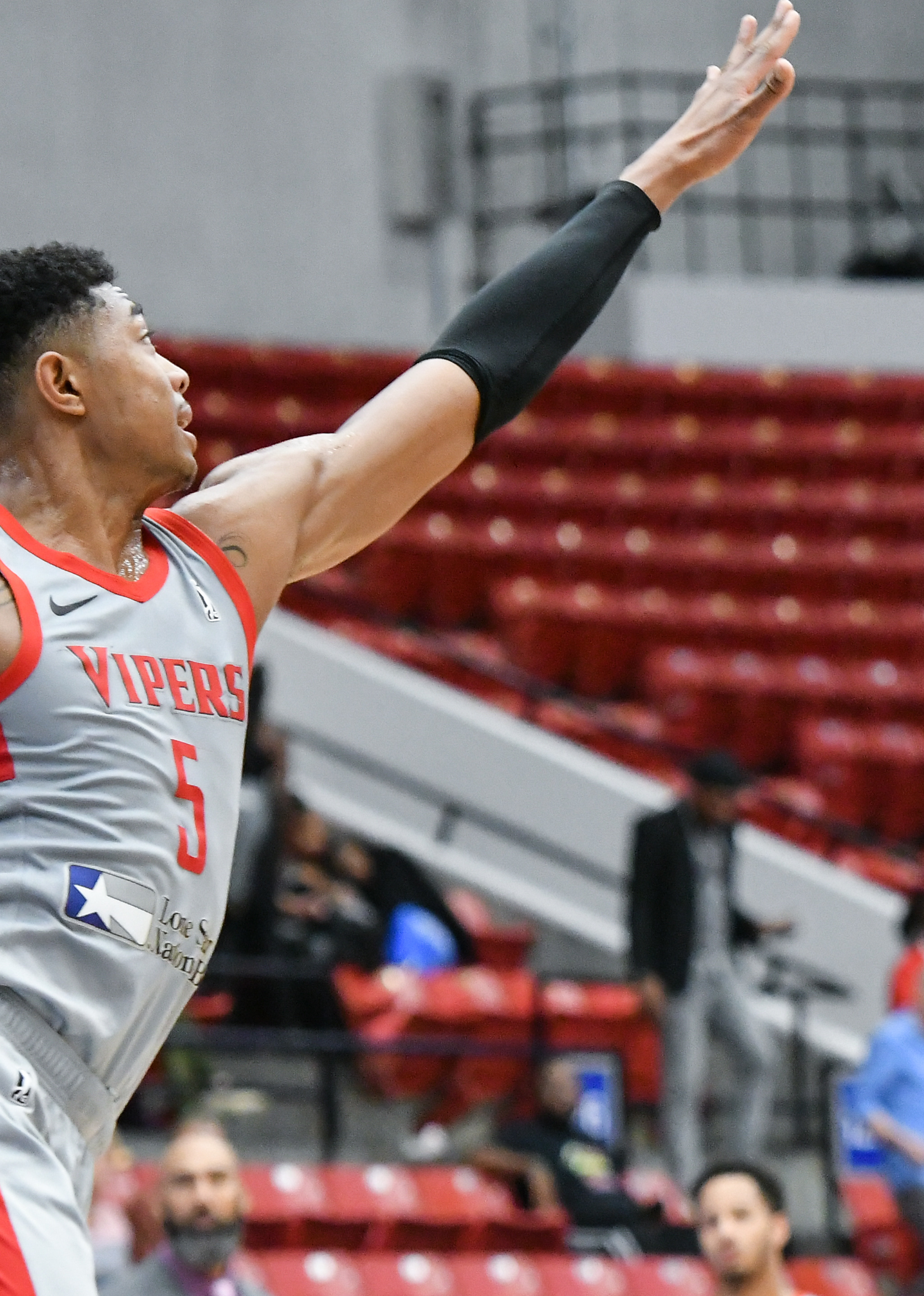
Caboclo con Rio Grande Valley Vipers en 2018.

En abril de 2014, regresó a Brasil y firmó con el Pinheiros de la liga brasileña Novo Basquete Brasil (NBB). En 2013-14, jugó 16 partidos en los que promedió 4,9 puntos y 3,1 rebotes por partido.
El 26 de junio de 2014, fue seleccionado en el puesto número 20 en la primera ronda del Draft de la NBA de 2014 por los Toronto Raptors. El 9 de julio de 2014, firmó con los Raptors.
En el trascurso de su cuarto año en Toronto, el 8 de febrero de 2018 es traspasado a Sacramento Kings a cambio de Malachi Richardson. El 23 de marzo fue asignado al equipo filial de la G League, los Reno Bighorns.
En agosto de 2018, se une a los Houston Rockets para la pretemporada, siendo cortado el 13 de octubre, y asignado a los Rio Grande Valley Vipers.
El 24 de enero de 2019, firma un contrato de 10 días con Memphis Grizzlies, firmando un segundo contrato el 3 de febrero. El 13 de febrero firma un contrato multianual con los Grizzlies. El 25 de marzo registra el primer doble-doble de su carrera, con 24 puntos y 10 rebotes ante Oklahoma City Thunder.
El 13 de enero fue asignado a los Memphis Hustle de la G League. El 6 de febrero, es traspasado a Houston Rockets a cambio de Jordan Bell.
El 13 de enero de 2021, es cortado por los Rockets.
El 26 de marzo de 2021, llega a Francia para jugar en las filas del CSP Limoges de la Pro A, la primera categoría del baloncesto francés, para sustituir a Romeo Travis.
El 12 de agosto de 2021, firma por el São Paulo Basquete de la Novo Basquete Brasil.
Para la temporada 2002-23 jugará con los Capitanes de Ciudad de México de la NBA G-League.
El 7 de enero de 2023, firma por el ratiopharm Ulm de la Basketball Bundesliga por lo que queda de temporada y la siguiente.
El 30 de junio de 2023, después de una campaña con el Ulm que terminó en la obtención del título de liga alemán, Caboclo firmó por el Reyer Venezia italiano por una temporada. Sin embargo, cuando comenzaba la pretemporada en septiembre, Caboclo no se presentó a los entrenamientos del equipo y desde el club no tenían comunicación con el jugador. Finalmente rescinde su contrato por motivos personales.
A principios de temporada 2023-24, juega con el Maccabi Ra'anana de la Liga Leumit para así participar en la gira del equipo contra equipos NBA e intentar encontrar un contrato en la liga estadounidense, coincidiendo con jugadores como Dwayne Bacon. El 7 de noviembre de 2023, se oficializa su fichaje por el KK Partizan de la ABA Liga, movimiento que revive la polémica con el Reyer Venezia.
Tras un año en Serbia, en agosto de 2024, firma por el Hapoel Tel Aviv B.C. de la Ligat ha'Al israelí.

### Selección nacional
Disputó con la selección absoluta de Brasil el FIBA AmeriCup de 2017, y el Mundial de 2019, donde finalizaron el decimotercera posición.
Durante agosto y septiembre de 2023 fue integrante de la selección de Brasil que participó en el Mundial de 2023 celebrado en Asia, y que finalizó en decimotercer lugar.
Entre julio y agosto de 2024 fue parte de la selección absoluta de Brasil, que disputó los Juegos Olímpicos de París, finalizando en séptima posición. En el tercer encuentro de la fase de grupos ante Japón anotó 33 puntos y capturó 17 rebotes, convirtiéndose en el primer jugador con 30 puntos y 15 rebotes en un encuentro oliímpico, desde Clifford Luyk en 1972.

## Estadísticas de su carrera en la NBA

### Temporada regular
| Año     | Equipo     | PJ  | PT | MPP  | %TC  | %3P  | %TL   | RPP | APP | ROB | TPP | PPP |
| ------- | ---------- | --- | -- | ---- | ---- | ---- | ----- | --- | --- | --- | --- | --- |
| 2014-15 | Toronto    | 8   | 0  | 2.9  | .333 | .667 | .000  | .3  | .0  | .0  | .1  | 1.3 |
| 2015-16 | Toronto    | 6   | 1  | 7.2  | .083 | .143 | .000  | .3  | .2  | .3  | .2  | .5  |
| 2016-17 | Toronto    | 9   | 0  | 4.4  | .375 | .333 | .000  | 1.1 | .4  | .2  | .1  | 1.6 |
| 2017-18 | Toronto    | 2   | 0  | 3.5  | .000 | .000 | .000  | .5  | .5  | .5  | .0  | .0  |
| 2017-18 | Sacramento | 10  | 0  | 10.0 | .310 | .200 | .833  | 2.1 | .3  | .2  | .4  | 2.6 |
| 2018-19 | Memphis    | 34  | 19 | 23.5 | .427 | .369 | .840  | 4.6 | 1.5 | .4  | 1.0 | 8.3 |
| 2019-20 | Houston    | 8   | 0  | 6.5  | .500 | .250 | 1.000 | 2.0 | .2  | .6  | .6  | 3.5 |
| 2020-21 | Houston    | 6   | 0  | 6.0  | .471 | .000 | .500  | 2.3 | .2  | .0  | .3  | 2.8 |
| Total   | Total      | 105 | 20 | 12.3 | .403 | .308 | .836  | 2.6 | .7  | .3  | .6  | 4.2 |

### Playoffs
| Año   | Equipo  | PJ | PT | MPP | %TC  | %3P  | %TL  | RPP | APP | ROB | TPP | PPP |
| ----- | ------- | -- | -- | --- | ---- | ---- | ---- | --- | --- | --- | --- | --- |
| 2020  | Houston | 2  | 0  | 3.5 | .500 | .000 | .000 | 1.5 | .0  | .5  | .0  | 1.0 |
| Total | Total   | 2  | 0  | 3.5 | .500 | .000 | .000 | 1.5 | .0  | .5  | .0  | 1.0 |